# Lliga maltesa de futbol
La Lliga maltesa de futbol és la màxima competició futbolística del país i es disputa des de la temporada 1909-10. És organitzada per la Malta Football Association i es divideix en tres categories: Premier League (12 equips), Challenge League (22 equips en dues divisions), i National Amateur League (19 equips en dues divisions). També existeix una lliga a l'illa de Gozo organitzada per la Gozo Football Association.

## Clubs
Actualment, la Premier League està formada per dotze equips.
| Club             | A la lliga des del | City           |
| ---------------- | ------------------ | -------------- |
| Balzan           | 2011               | Balzan         |
| Birkirkara       | 1990               | Birkirkara     |
| Floriana         | 1986               | Floriana       |
| Gudja United     | 2019               | Gudja          |
| Gżira United     | 2016               | Gżira          |
| Ħamrun Spartans  | 2016               | Ħamrun         |
| Hibernians       | 1945               | Paola          |
| Mosta            | 2011               | Mosta          |
| St. Lucia        | 2019               | Santa Luċija   |
| Sirens           | 2019               | St. Paul's Bay |
| Sliema Wanderers | 1984               | Sliema         |
| Valletta         | 1944               | Valletta       |

## Palmarès

### First Division (1909-80)
Floriana i Sliema Wanderers han guanyat més campionats, amb 26 cadascun.Ħamrun Spartans és l'actual campió.
- 1909-10:  Floriana FC (1)
- 1910-11: no es disputà
- 1911-12:  Floriana FC (2)
- 1912-13:  Floriana FC (3)
- 1913-14:  Hamrun Spartans (1)
- 1914-15:  Valletta United (1)
- 1915-16: no es disputà
- 1916-17:  St. George's FC (1)
- 1917-18:  Hamrun Spartans (2)
- 1918-19:  King's Own Malta Regiment (1)
- 1919-20:  Sliema Wanderers (1)
- 1920-21:  Floriana FC (4)
- 1921-22:  Floriana FC (5)
- 1922-23:  Sliema Wanderers (2)
- 1923-24:  Sliema Wanderers (3)
- 1924-25:  Floriana FC (6)
- 1925-26:  Sliema Wanderers (4)
- 1926-27:  Floriana FC (7)
- 1927-28:  Floriana FC (8)
- 1928-29:  Floriana FC (9)
- 1929-30:  Sliema Wanderers (5)
- 1930-31:  Floriana FC (10)
- 1931-32:  Valletta United (2)
- 1932-33:  Sliema Wanderers (6)
- 1933-34:  Sliema Wanderers (7)
- 1934-35:  Floriana FC (11)
- 1935-36:  Sliema Wanderers (8)
- 1936-37:  Floriana FC (12)
- 1937-38:  Sliema Wanderers (9)
- 1938-39:  Sliema Wanderers (10)
- 1939-40:  Sliema Wanderers (11)
- 1941-44: no es disputà
- 1944-45:  Valletta FC (3)
- 1945-46:  Valletta FC (4)
- 1946-47:  Hamrun Spartans (3)
- 1947-48:  Valletta FC (5)
- 1948-49:  Sliema Wanderers (12)
- 1949-50:  Floriana FC (13)
- 1950-51:  Floriana FC (14)
- 1951-52:  Floriana FC (15)
- 1952-53:  Floriana FC (16)
- 1953-54:  Sliema Wanderers (13)
- 1954-55:  Floriana FC (17)
- 1955-56:  Sliema Wanderers (14)
- 1956-57:  Sliema Wanderers (15)
- 1957-58:  Floriana FC (18)
- 1958-59:  Valletta FC (6)
- 1959-60:  Valletta FC (7)
- 1960-61:  Hibernians (1)
- 1961-62:  Floriana FC (19)
- 1962-63:  Valletta FC (8)
- 1963-64:  Sliema Wanderers (16)
- 1964-65:  Sliema Wanderers (17)
- 1965-66:  Sliema Wanderers (18)
- 1966-67:  Hibernians (2)
- 1967-68:  Floriana FC (20)
- 1968-69:  Hibernians (3)
- 1969-70:  Floriana FC (21)
- 1970-71:  Sliema Wanderers (19)
- 1971-72:  Sliema Wanderers (20)
- 1972-73:  Floriana FC (22)
- 1973-74:  Valletta FC (9)
- 1974-75:  Floriana FC (23)
- 1975-76:  Sliema Wanderers (21)
- 1976-77:  Floriana FC (24)
- 1977-78:  Valletta FC (10)
- 1978-79:  Hibernians (4)
- 1979-80:  Valletta FC (11)

### Premier League (1980-actualitat)
- 1980-81:  Hibernians (5)
- 1981-82:  Hibernians (6)
- 1982-83:  Hamrun Spartans (4)
- 1983-84:  Valletta FC (12)
- 1984-85:  Rabat Ajax (1)
- 1985-86:  Rabat Ajax (2)
- 1986-87:  Hamrun Spartans (5)
- 1987-88:  Hamrun Spartans (6)
- 1988-89:  Sliema Wanderers (22)
- 1989-90:  Valletta FC (13)
- 1990-91:  Hamrun Spartans (7)
- 1991-92:  Valletta FC (14)
- 1992-93:  Floriana FC (25)
- 1993-94:  Hibernians (7)
- 1994-95:  Hibernians (8)
- 1995-96:  Sliema Wanderers (23)
- 1996-97:  Valletta FC (15)
- 1997-98:  Valletta FC (16)
- 1998-99:  Valletta FC (17)
- 1999-00:  Birkirkara FC (1)
- 2000-01:  Valletta FC (18)
- 2001-02:  Hibernians (9)
- 2002-03:  Sliema Wanderers (24)
- 2003-04:  Sliema Wanderers (25)
- 2004-05:  Sliema Wanderers (26)
- 2005-06:  Birkirkara FC (2)
- 2006-07:  Marsaxlokk FC (1)
- 2007-08:  Valletta FC (19)
- 2008-09:  Hibernians (10)
- 2009-10:  Birkirkara FC (3)
- 2010-11:  Valletta FC (20)
- 2011-12:  Valletta FC (21)
- 2012-13:  Birkirkara FC (4)
- 2013-14:  Valletta FC (22)
- 2014-15:  Hibernians (11)
- 2015-16:  Valletta FC (23)
- 2016-17:  Hibernians (12)
- 2017-18:  Valletta FC (24)
- 2018-19:  Valletta FC (25)
- 2019-20:  Floriana (26)
- 2020-21:  Ħamrun Spartans (8)
- 2021-22:  Hibernians (13)
- 2022-23:  Ħamrun Spartans (9)
- 2023-24:  Ħamrun Spartans (10)
- 2024-25:  Ħamrun Spartans (11)